# Persone di nome Aldo/Politici
| Questa pagina contiene informazioni ricavate automaticamente dalle voci biografiche con l'ausilio del template Bio e di un bot. L'aggiornamento è periodico e automatico e ricostruisce completamente la pagina. Se manca una persona in questa lista, sei pregato di non aggiungerla, ma accertati piuttosto che la sua voce biografica contenga il template Bio e che i dati anagrafici siano correttamente compilati. Se il template Bio manca, inseriscilo tu stesso o, in alternativa, metti l'avviso {{tmp\|Bio}} che ne segnala la mancanza. Se i dati riportati sono sbagliati, correggi direttamente la voce biografica; le modifiche saranno visibili in questa lista entro pochi giorni. Per chiarimenti vedi il progetto antroponimi. La lista contiene solo le 57 persone che sono citate nell'enciclopedia e per le quali è stato implementato correttamente il template Bio. Pagina aggiornata al 7 mar 2025. |

Questa è una lista di persone presenti nell'enciclopedia che hanno il nome Aldo e sono politici.

## A(6)
- Aldo Ajello, politico e diplomatico italiano (Palermo, n. 1936)
- Aldo Amadeo, politico italiano (Mendatica, n. 1918 - Imperia, † 2002)
- Aldo Amati, politico italiano (Sant'Angelo in Vado, n. 1944 - Pesaro, † 2024)
- Aldo Andreoli, politico italiano (Bologna, n. 1890 - Bologna, † 1972)
- Aldo Arroni, politico italiano (Milano, n. 1945)
- Aldo Arzilli, politico italiano (Piombino, n. 1912 - † 1973)

## B(6)
- Aldo Bassi, politico italiano (Trapani, n. 1920 - Trapani, † 2004)
- Aldo Bianchi, politico italiano (Monte Grimano Terme, n. 1924 - † 1993)
- Aldo Bottin, politico italiano (Carrara San Giorgio, n. 1938)
- Aldo Brandirali, politico italiano (Milano, n. 1941)
- Aldo Bulzoni, politico italiano (Palermo, n. 1942)
- Aldo Buzzelli, politico, partigiano e magistrato italiano (Macerata, n. 1914 - † 1989)

## C(4)
- Aldo Cennamo, politico italiano (Napoli, n. 1946)
- Aldo Cetrullo, politico italiano (Pescara, n. 1919 - † 2001)
- Aldo Cremonini, politico e avvocato italiano (Parma, n. 1923 - Parma, † 2014)
- Aldo Cucinelli, politico italiano (San Marco dei Cavoti, n. 1922 - Milano, † 1996)

## D(5)
- Aldo D'Alessio, politico italiano (Roma, n. 1928 - Roma, † 2015)
- Aldo Da Rold, politico italiano (Milano, n. 1925 - Belluno, † 2022)
- Aldo De Matteo, politico italiano (Pizzo, n. 1939 - Roma, † 2004)
- Aldo Di Biagio, politico italiano (Roma, n. 1964)
- Aldo Ducci, politico italiano (Arezzo, n. 1923 - Arezzo, † 1995)

## F(2)
- Aldo Fedeli, politico italiano (Verona, n. 1895 - Roma, † 1955)
- Aldo Fumagalli, politico italiano (Varese, n. 1950)

## G(3)
- Aldo Giacché, politico italiano (La Spezia, n. 1928 - La Spezia, † 2019)
- Aldo Giarratano, politico e medico italiano (Roma, n. 1940)
- Aldo Giuntoli, politico italiano (Empoli, n. 1914 - Empoli, † 2002)

## J(1)
- Aldo Jacovitti, politico italiano (Roma, n. 1923 - Roma, † 2016)

## L(2)
- Aldo Lecci, politico e rivoluzionario italiano (Firenze, n. 1900 - Firenze, † 1974)
- Aldo Loreti, politico italiano (Ascoli Piceno, n. 1920 - † 1992)

## M(6)
- Aldo Maina, politico italiano (Poirino, n. 1929 - Torino, † 1973)
- Aldo Manna, politico italiano (Urbino, n. 1892)
- Aldo Mattia, politico italiano (Frosinone, n. 1956)
- Aldo Mirate, politico italiano (Asti, n. 1943 - Asti, † 2022)
- Aldo Morelli, politico italiano (Lamporecchio, n. 1950)
- Aldo Moro, politico e giurista italiano (Maglie, n. 1916 - Roma, † 1978)

## N(1)
- Aldo Natoli, politico e antifascista italiano (Messina, n. 1913 - Roma, † 2010)

## O(1)
- Aldo Oviglio, politico italiano (Rimini, n. 1873 - Bologna, † 1942)

## P(8)
- Aldo Pastore, politico italiano (Savona, n. 1930 - Savona, † 2022)
- Aldo Patriciello, politico italiano (Venafro, n. 1957)
- Aldo Perrotta, politico italiano (Napoli, n. 1949)
- Aldo Petacchi, politico italiano (Pontremoli, n. 1916 - Milano, † 1965)
- Aldo Petri, politico e storico italiano (Prato, n. 1918 - Prato, † 1983)
- Aldo Piazza, politico italiano (Agrigento, n. 1956)
- Aldo Enzo Pignatari, politico italiano (Potenza, n. 1897 - † 1969)
- Aldo Preda, politico italiano (Ravenna, n. 1940)

## R(5)
- Aldo Rebecchi, politico italiano (Toscolano Maderno, n. 1946 - Brescia, † 2021)
- Gabriele Renzulli, politico italiano (Udine, n. 1943 - Udine, † 2023)
- Aldo Reschigna, politico italiano (Verbania, n. 1956)
- Aldo Rico, politico e militare argentino (Buenos Aires, n. 1943)
- Aldo Rizzo, politico e magistrato italiano (Palermo, n. 1935 - Palermo, † 2021)

## S(3)
- Aldo Sala, politico italiano (Verona, n. 1945)
- Aldo Sartori, politico italiano (Bologna, n. 1943)
- Aldo Spinelli, politico italiano (Lucca, n. 1923 - Lucca, † 2011)

## T(2)
- Aldo Tozzetti, politico e sindacalista italiano (Greve in Chianti, n. 1921 - Roma, † 1997)
- Aldo Trione, politico italiano (Sarno, n. 1940)

## V(2)
- Aldo Venturini, politico italiano (Roma, n. 1922 - Roma, † 2010)
- Aldo Vidussoni, politico e militare italiano (Fogliano Redipuglia, n. 1914 - Cagliari, † 1982)